# Happy Moods
Happy Moods — студійний альбом американського джазового піаніста Ахмада Джамала, випущений у 1960 році лейблом Argo.

## Опис
Тріо Ахмада Джамала зразка 1960-х років, з басистом Ізраелем Кросбі і ударником Вернелом Фурньє був, непевне, одним з найвпливовіших невеликих джазових гуртів. Happy Moods був записаний через два роки після відомого альбому тріо At the Pershing і включає в основному стандарти, а також дві власні композиції Джамала.
Альбом вийшов у 1960 році на лейблі Argo.

## Список композицій
1. «Little Old Lady» (Хогі Кармайкл, Стенлі Адамс) — 5:18
2. «For All We Know» (Дж. Фред Кутс, Сем М. Льюїс) — 2:48
3. «Pavanne» (Мортон Гулд) — 5:48
4. «Excerpts From the Blues» (Ахмад Джамал) — 3:04
5. «Easy to Love» (Коул Портер) — 3:23
6. «Time on My Hands» (Гарольд Адамсон, Вінсент Юманс, Мек Гордон) — 1:38
7. «Raincheck» (Біллі Стрейгорн) — 4:46
8. «I'll Never Stop Loving You» (Ніколас Бродський, Семмі Кан) — 3:53
9. «Speak Low» (Курт Вайль, Огден Неш) — 4:04
10. «Rhumba No. 2» (Ахмад Джамал) — 2:40

## Учасники запису
- Ахмад Джамал — фортепіано
- Ізраел Кросбі — контрабас
- Вернел Фурньє — ударні

Технічний персонал
- Джек Трейсі — продюсер, текст
- Рон Мало — інженер
- Емметт Макбейн — обкладинка (дизайн)
- Чак Стюарт — фотографія